# Дубове (Подільський район)
Дубове́ — село в Україні, у Окнянській селищній громаді Подільського району Одеської області. Населення становить 387 осіб. Відстань до центру громади становить понад 31 км і проходить автошляхом місцевого значення та E584, із яким збігається М13.
Неподалік від села розташований пункт пропуску через молдавсько-український кордон Дубове—Дубеу.

## Історія
12 червня 2020 року, відповідно до Розпорядження Кабінету Міністрів України від № 724-р «Про визначення адміністративних центрів та затвердження територій територіальних громад Одеської області», увійшло до складу Окнянської селищної громади.
19 липня 2020 року, в результаті адміністративно-територіальної реформи і ліквідації Окнянського району, село увійшло до складу новоутвореного Подільського району.

## Населення
Згідно з переписом УРСР 1989 року чисельність наявного населення села становила 374 особи, з яких 167 чоловіків та 207 жінок.
За переписом населення України 2001 року в селі мешкало 387 осіб.

### Мова
Розподіл населення за рідною мовою за даними перепису 2001 року:
| Мова       | Відсоток |
| ---------- | -------- |
| українська | 65,89 %  |
| румунська  | 29,20 %  |
| російська  | 4,91 %   |

## Відомі уродженці
- Канський Всеволод Єлисейович (1911—1993) — Герой Радянського Союзу.
- Крижанівський Никанор Федорович (1859—1891) — революціонер.
- Сабатіна Валентина Мефодіївна (1937) — бригадир швачок, контролер Одеського виробничого трикотажного об'єднання імені Крупської. Депутат Верховної Ради УРСР 9—10-го скликань.
- Урсул Іван Васильович (01.11.1973 —  08.10.2023)  — український військовик, учасник російсько-української війни[6].